# Томсон, Сезар
Сезар Томсон (фр. César Thomson; 18 марта 1857 года, Льеж — 21 августа 1931 года, Биссоне под Лугано) — бельгийский скрипач и музыкальный педагог.

## Биография
Окончил Льежскую консерваторию, ученик Жака Дюпюи. Занимался также под руководством Ламбера Массара, Юбера Леонара, Анри Вьётана и Генрика Венявского. В 1875 г. поступил в частный оркестр барона Павла фон Дервиза, игравший преимущественно в его замке Тревано близ Лугано. В 1877 г. оставил оркестр, одновременно женившись на итальянской дворянке. В 1879 г. играл первую скрипку в оркестре Беньямина Бильзе в Берлине, затем вернулся в Льеж, а с началом 1890-х гг. начал интенсивную сольную концертную деятельность. Сообщается, что гастроли Томсона по Германии и Южной Америке были особенно успешны; его нью-йоркский дебют в 1894 г. был встречен критикой сдержанно: «Нью-Йорк Таймс» отмечала, что в игре Томсона техническое мастерство преобладает над искусством интерпретации, а рассудочность — над эмоциональным воздействием. Не слишком восторженный приём сопутствовал Томсону и в Великобритании, где в конце концов авторитетный обзор Катберта Хэддена характеризовал его как одного из самых техничных исполнителей, лишённого, однако, персонального магнетизма. Сольный репертуар Томсона включал многие произведения Николо Паганини, в том числе полузабытые к тому времени, и за Томсоном закрепилась (по свидетельству того же нью-йоркского критика) репутация скрипача, исполняющего их с не уступающей автору виртуозностью. В 1898 г. Томсон основал в Брюсселе струнный квартет (вторая скрипка — Николя Ламурё, альт — Леон ван Хоут, прежде игравший в квартете Эжена Изаи, виолончель — Эдуард Якобс).

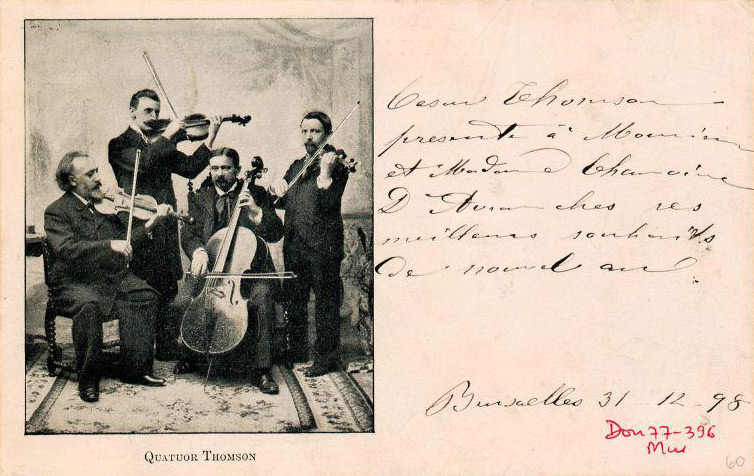
Сезар Томсон (крайний слева) и его струнный квартет

С 1882 г. Томсон занимал кафедру скрипки в Льежской консерватории, откуда в 1897 г. перешёл на должность профессора скрипки в Брюссельскую консерваторию, сменив Эжена Изаи. Начало Первой мировой войны застало Томсона в Лугано, и на её протяжении он оставался в Швейцарии, дав несколько благотворительных концертов в пользу раненых, в том числе в театре «Ла Скала». В послевоенные годы Томсон возобновил педагогическую деятельность, в том числе в 1924—1927 гг. в США (колледж в Итаке и Джульярдская школа). Среди учеников Томсона разных лет были, в частности, три из четырёх основателей Квартета Флонзале, а также один из основоположников греческой скрипичной и дирижёрской школы Франк Шуази.
В немногочисленном композиторском творчестве Томсона выделяется Цыганская рапсодия (1909, редакции для скрипки и фортепиано и для скрипки с оркестром). Ему принадлежит также ряд переложений музыки старых мастеров, которую он охотно исполнял: Генделя, Арканджело Корелли, Джузеппе Тартини, Пьетро Нардини, Джованни Батиста Витали.